# Anna's Berg

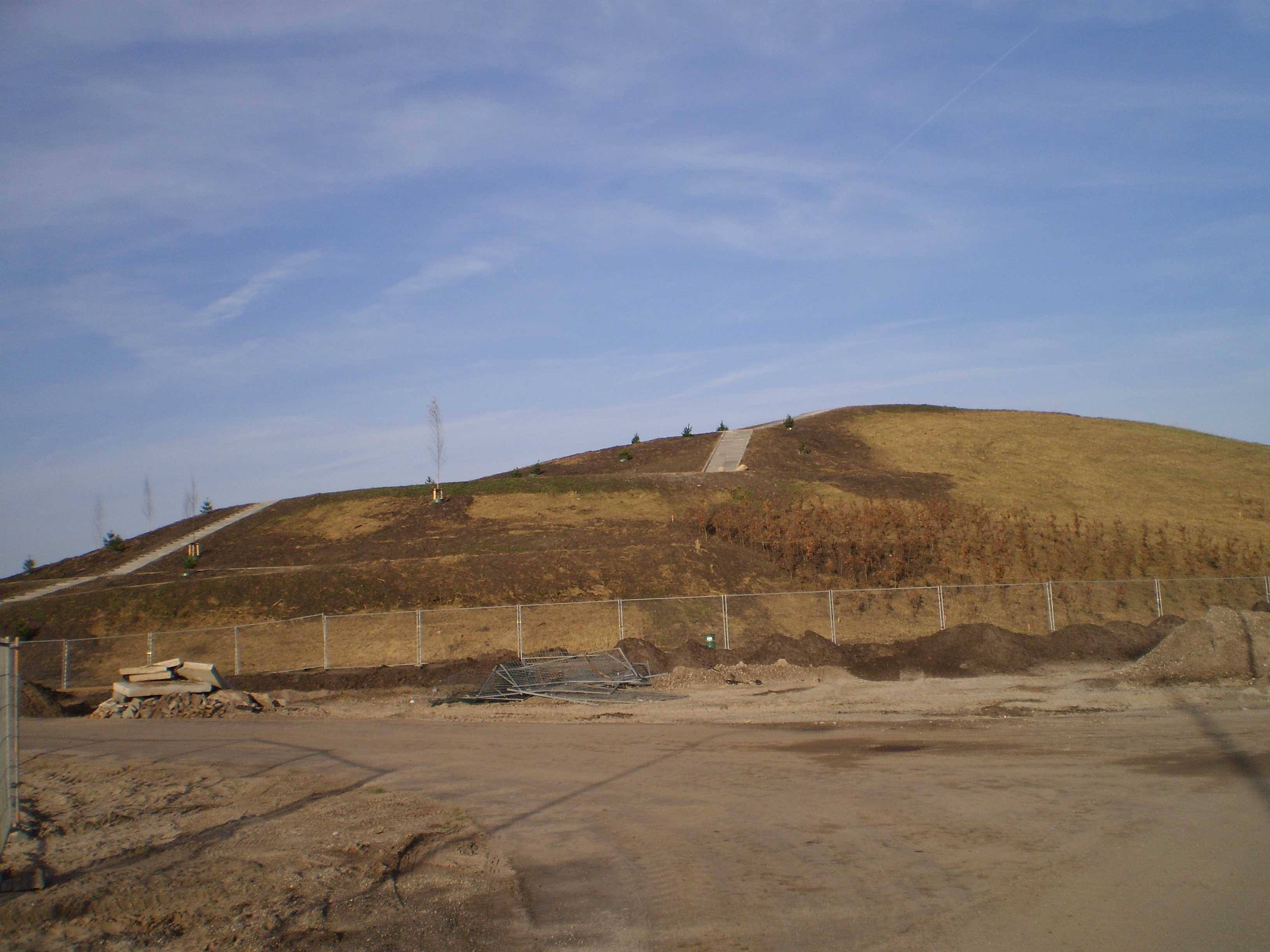
Anna's Berg

Anna's Berg is een opgeworpen heuvel bij Anna's Hoeve in de wijk Anna's Hoeve aan de oostzijde van Hilversum. De grondberg vormt de overgang tussen het woongebied en het terrein van de nieuwe rioolwaterzuiveringsinstallatie. Vanuit de nieuwbouwwijk Anna's Hoeve wordt de zuivering door de berg aan het oog onttrokken. 
Na een prijsvraag door de Gooi- en Eemlander werd door de lezers de naam Vrolikberg gekozen, naar de eerste eigenaar van het Anna's Hoeve Gerardus Vrolik. Uiteindelijk koos de gemeenteraad op voordracht van de wijkbewoners voor de naam Anna's Berg, wat wellicht verwarrend kan zijn met de naam van de oude berg, de Berg van Anna's Hoeve, veelal afgekort tot Anna's Hoevesche Berg
Bij de aanleg van de nieuwbouwwijk in 2015 werd de bouwlocatie gemiddeld een meter diep afgegraven en weer aangevuld met een leeflaag van dezelfde dikte. De vrijgekomen grond werd gebruikt voor de grondberg. Daaroverheen kwam een bijna 80 cm dikke kleilaag met afdichtende werking. Daarbovenop werd ook een leeflaag van aarde aangebracht. Hierdoor ontstond een vrijwel onbegroeide uitkijkheuvel. De heuvel kreeg een parkachtig aanzien door de aanplant van planten en bomen en kwam er een wandelpad. De met gele grindpave verharde paden hebben een lengte van bijna een kilometer. Halverwege ligt een plateau met stenen tribune die gebruikt kan worden voor kleine openluchtoptredens. Ook is er een lange stenen trap naar de heuveltop aangelegd. Op de top worden grote zwerfkeien geplaatst. Op de helling aan de kant van de nieuwbouwwijk is een heuveltje aangebracht om naar beneden gaande mountainbikers en sleeërs af te remmen.

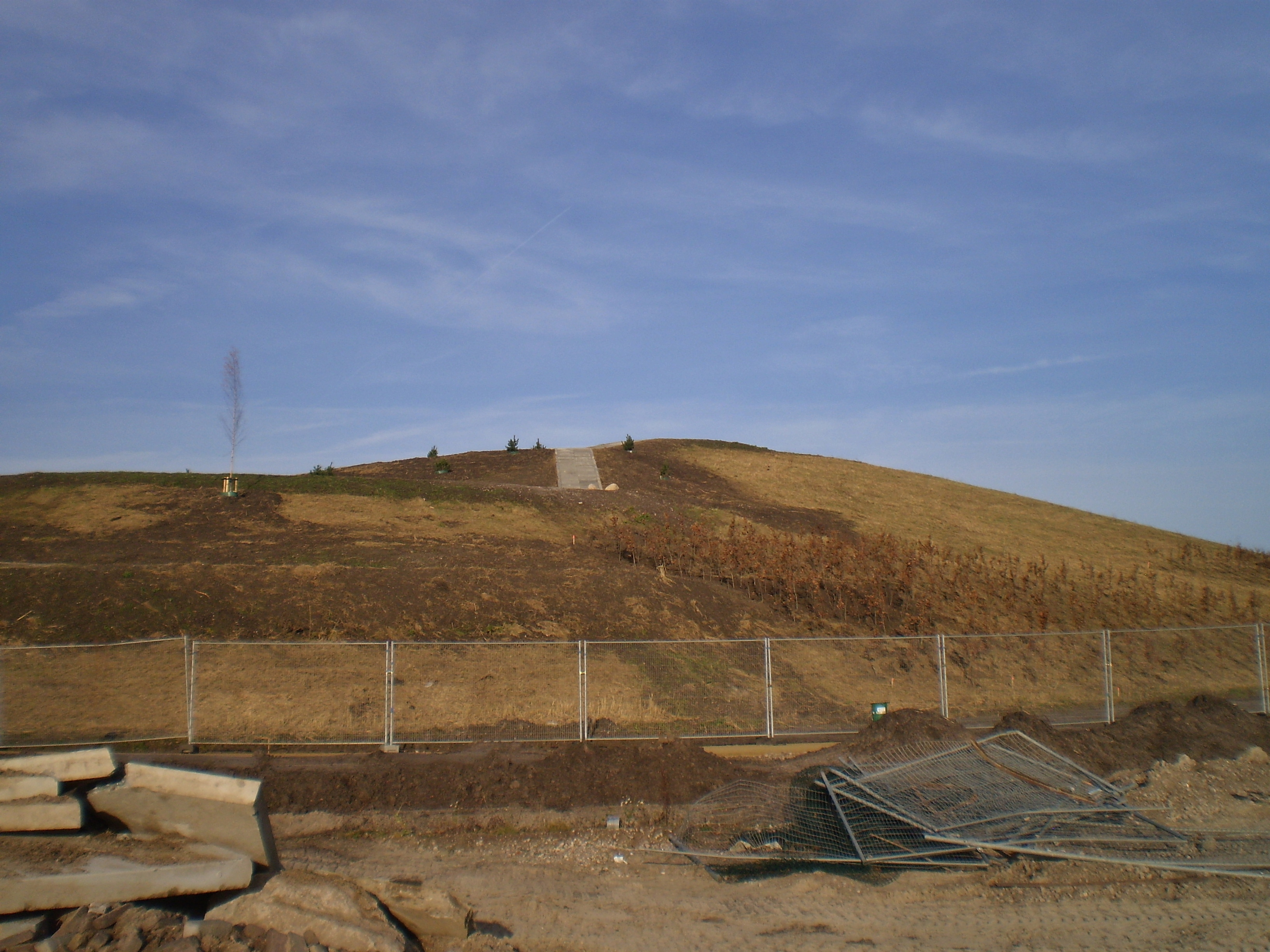
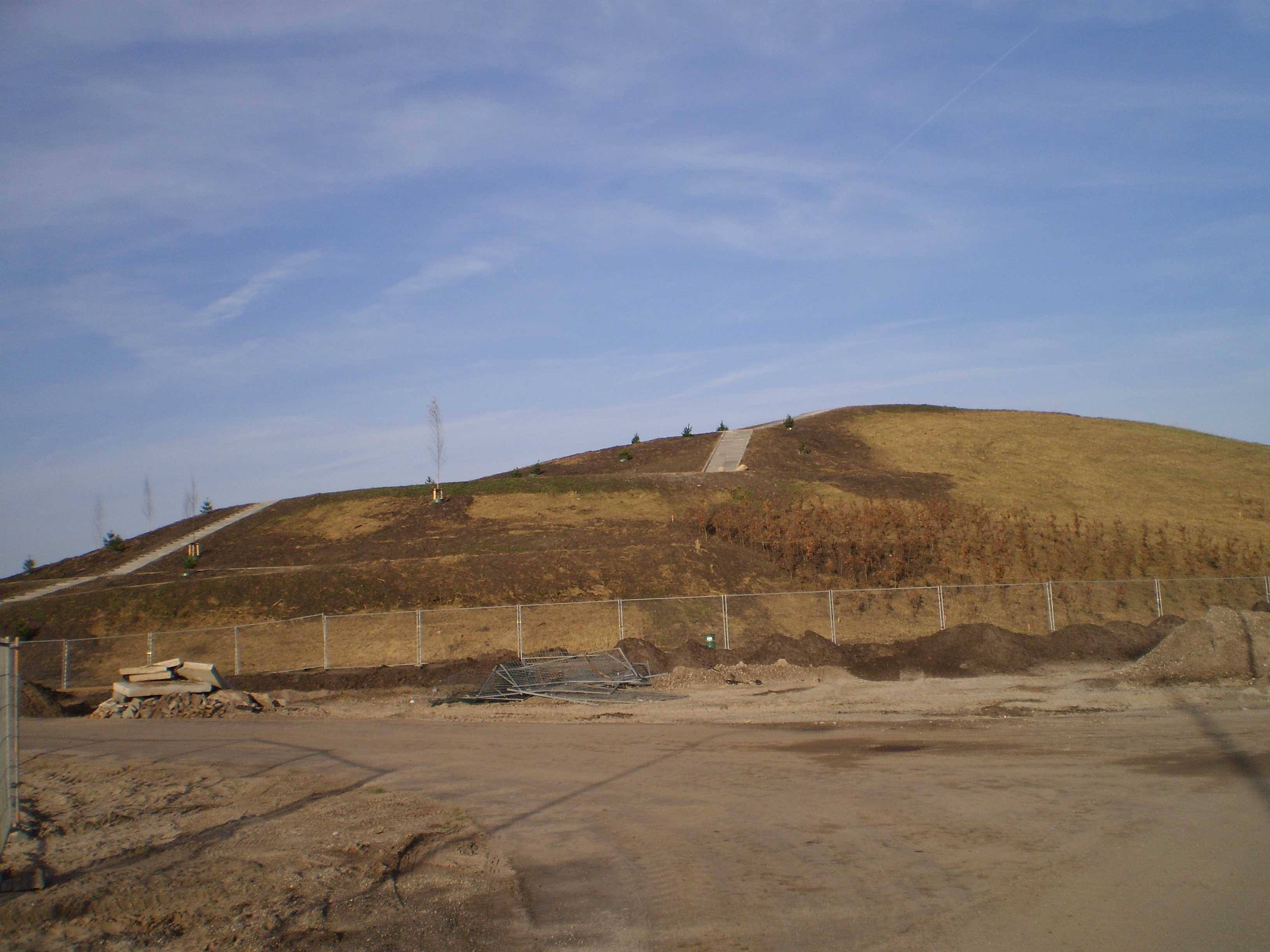
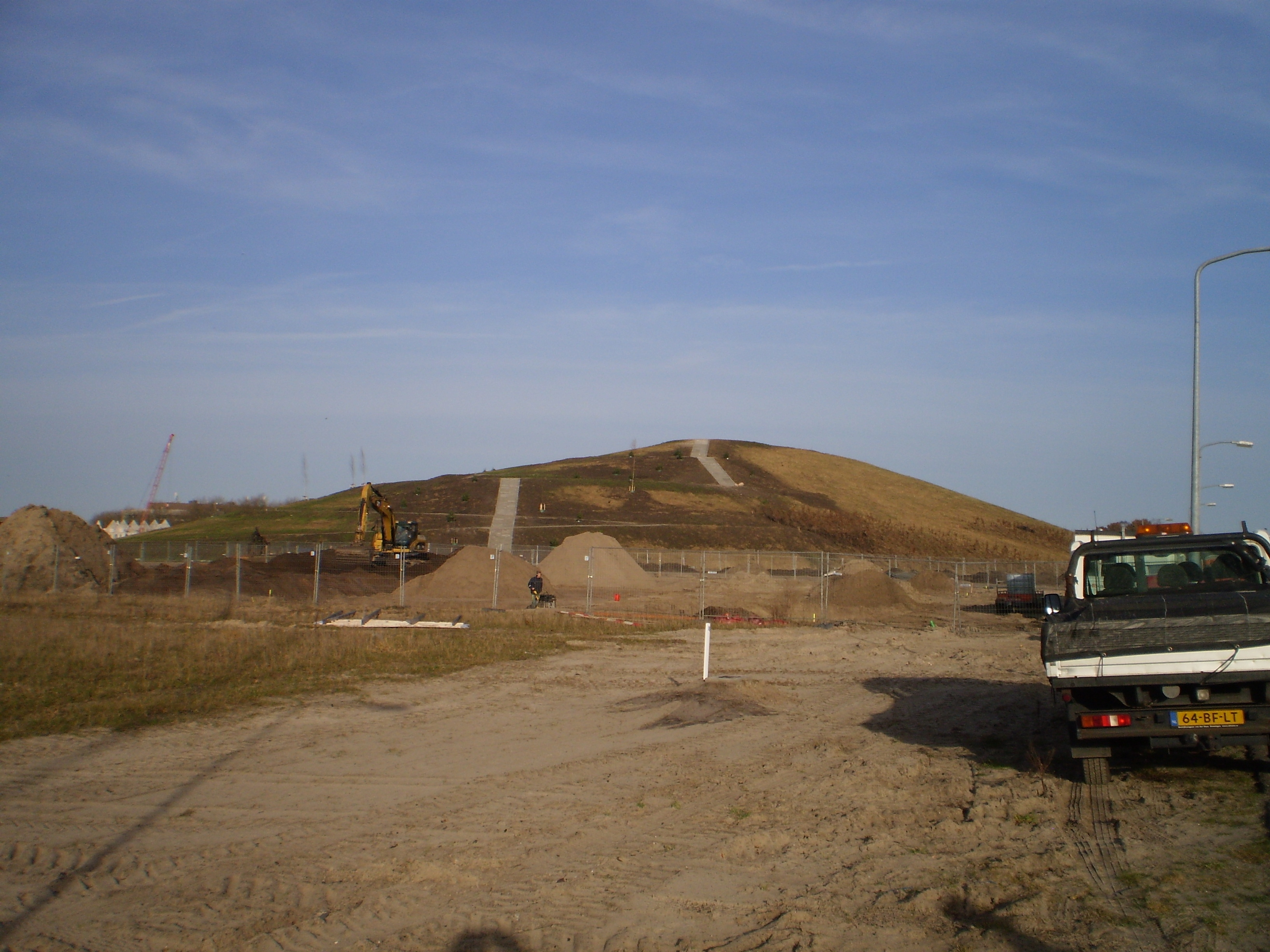
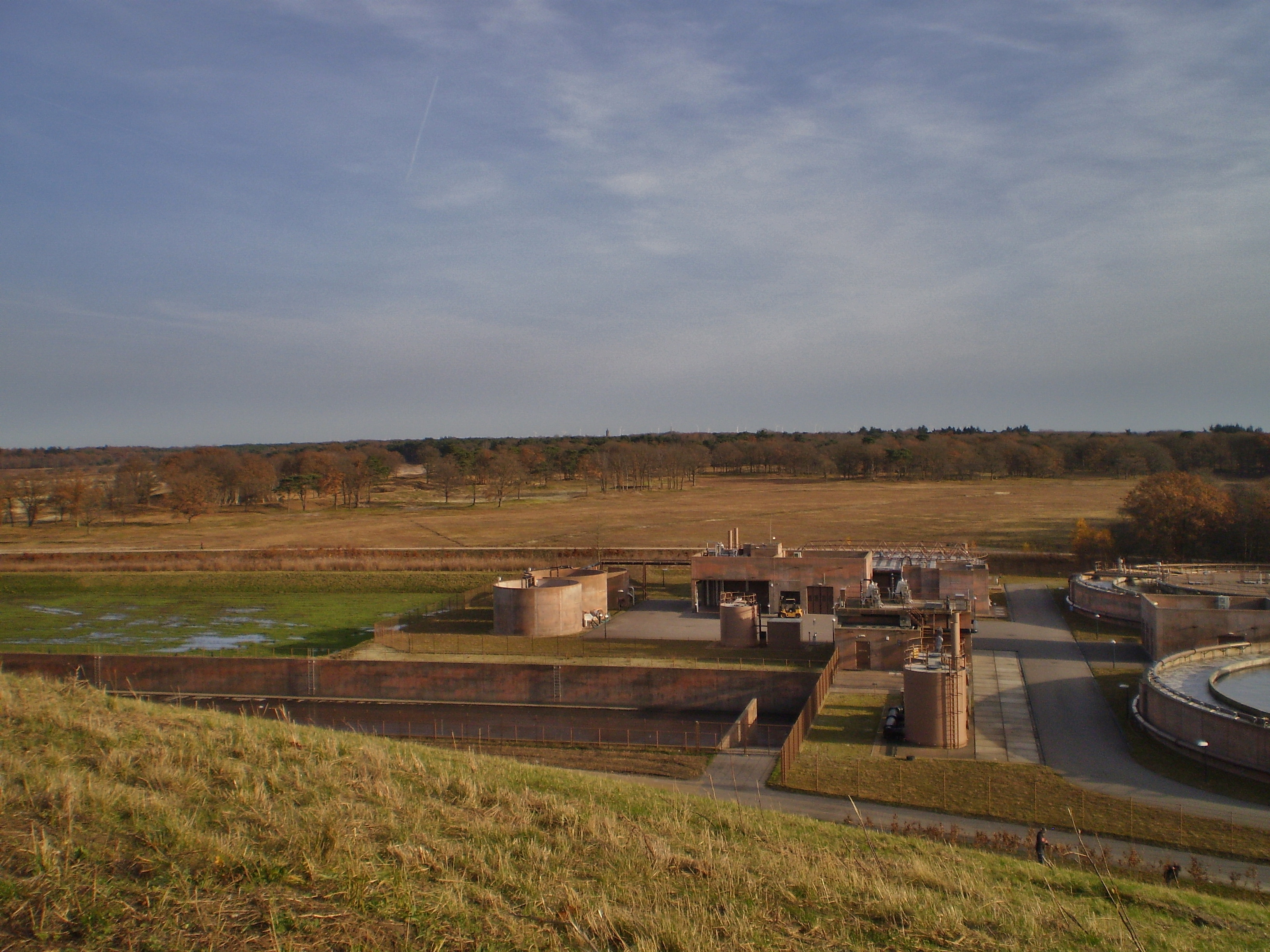
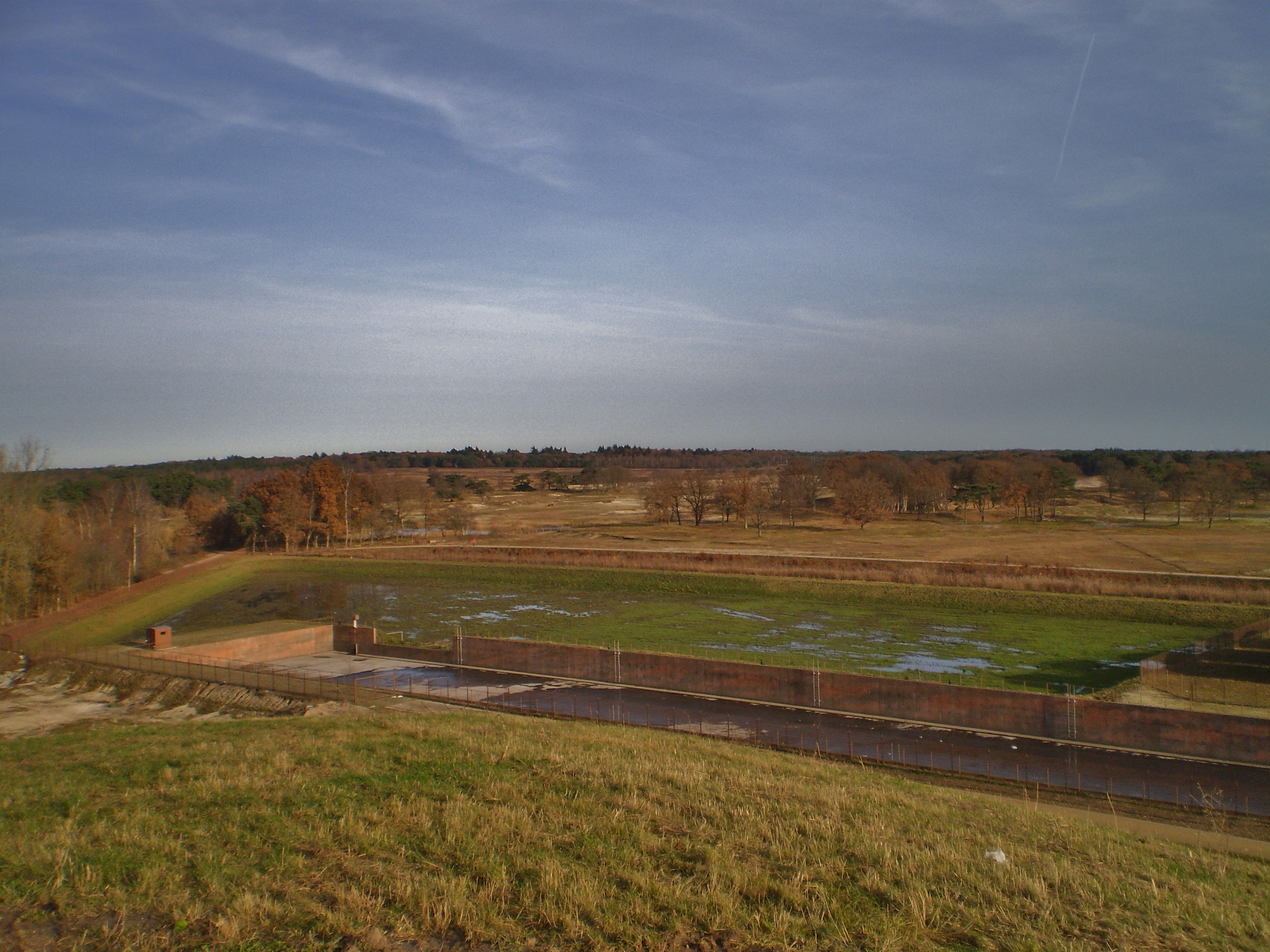
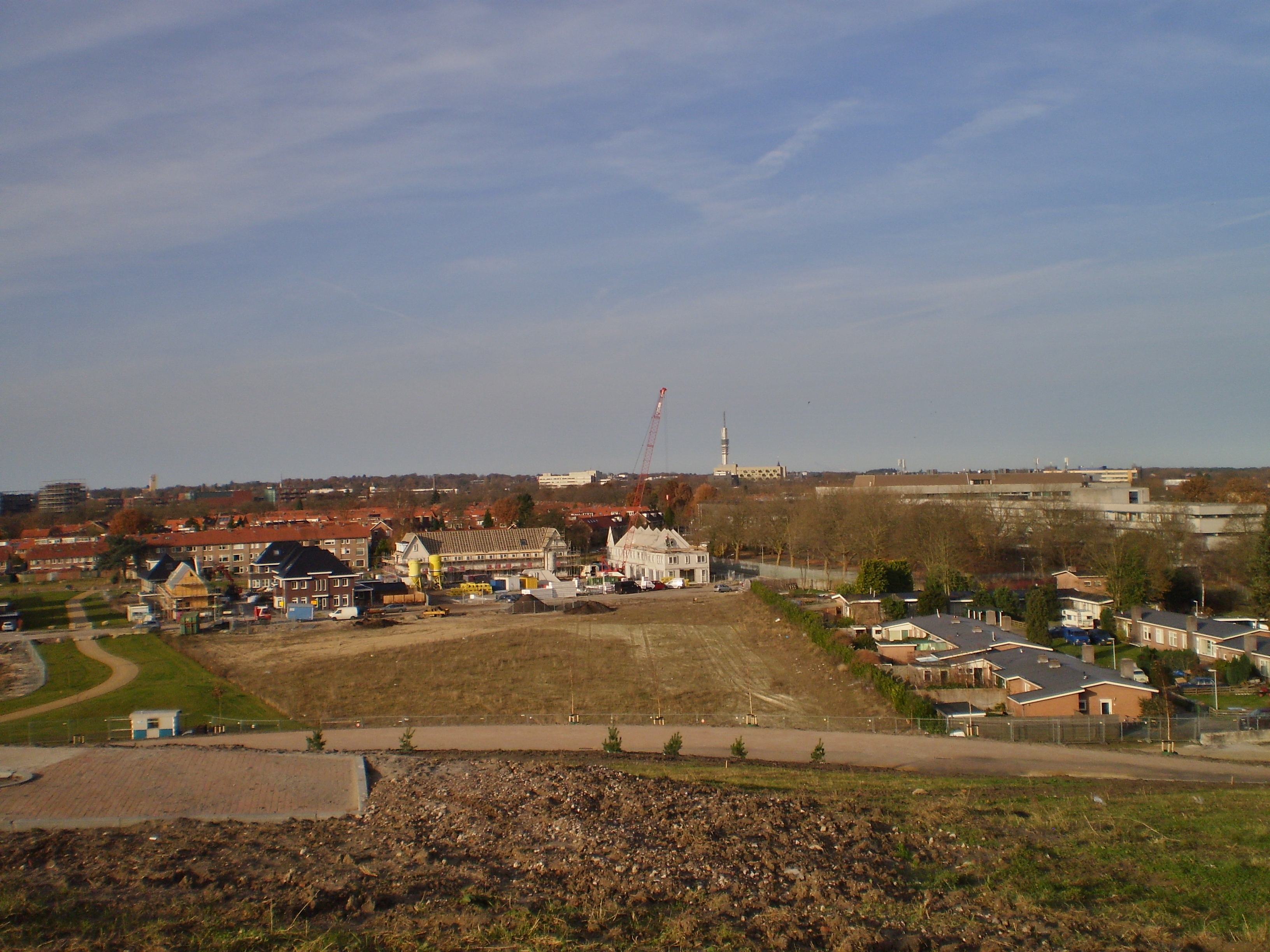
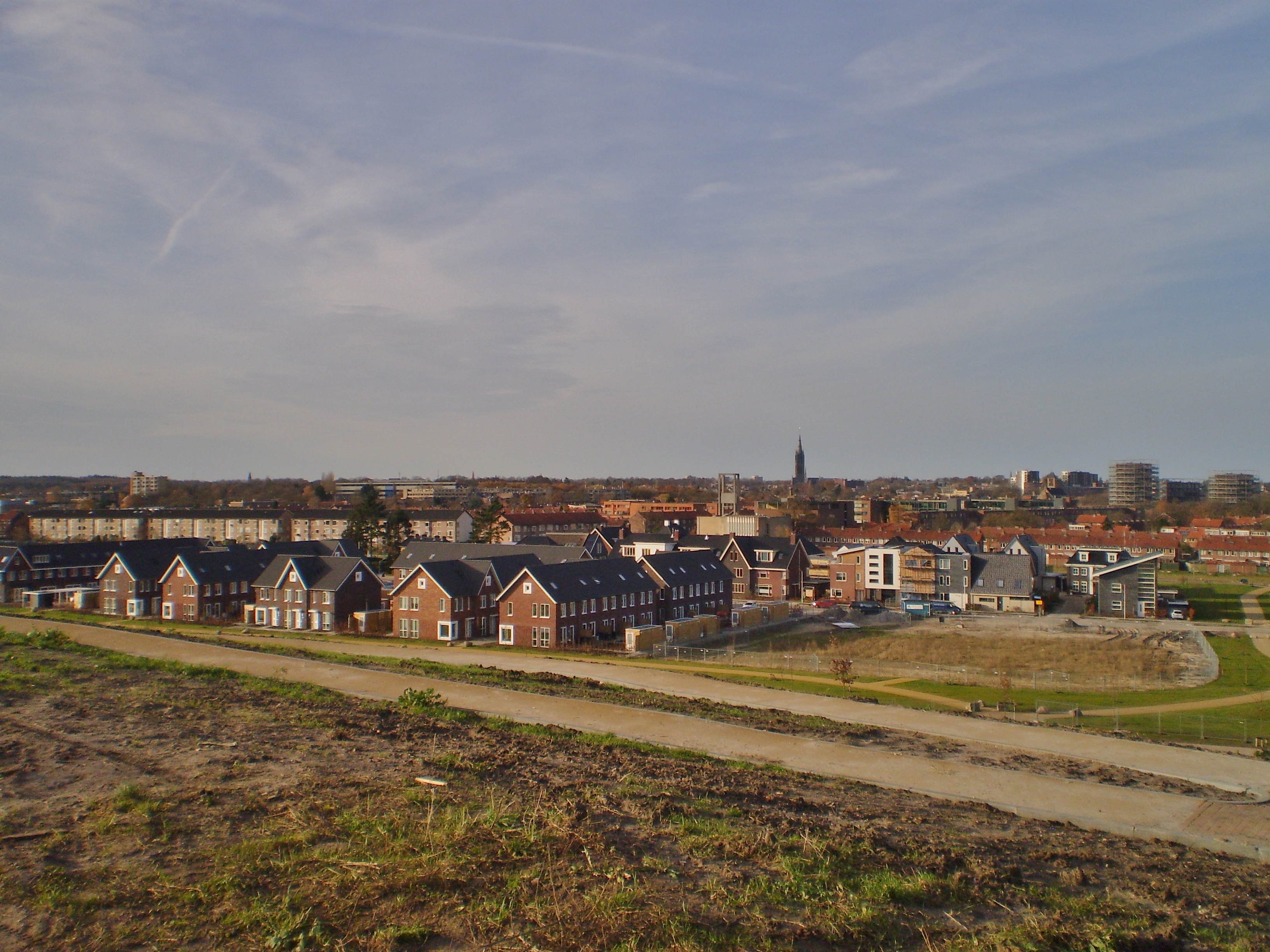
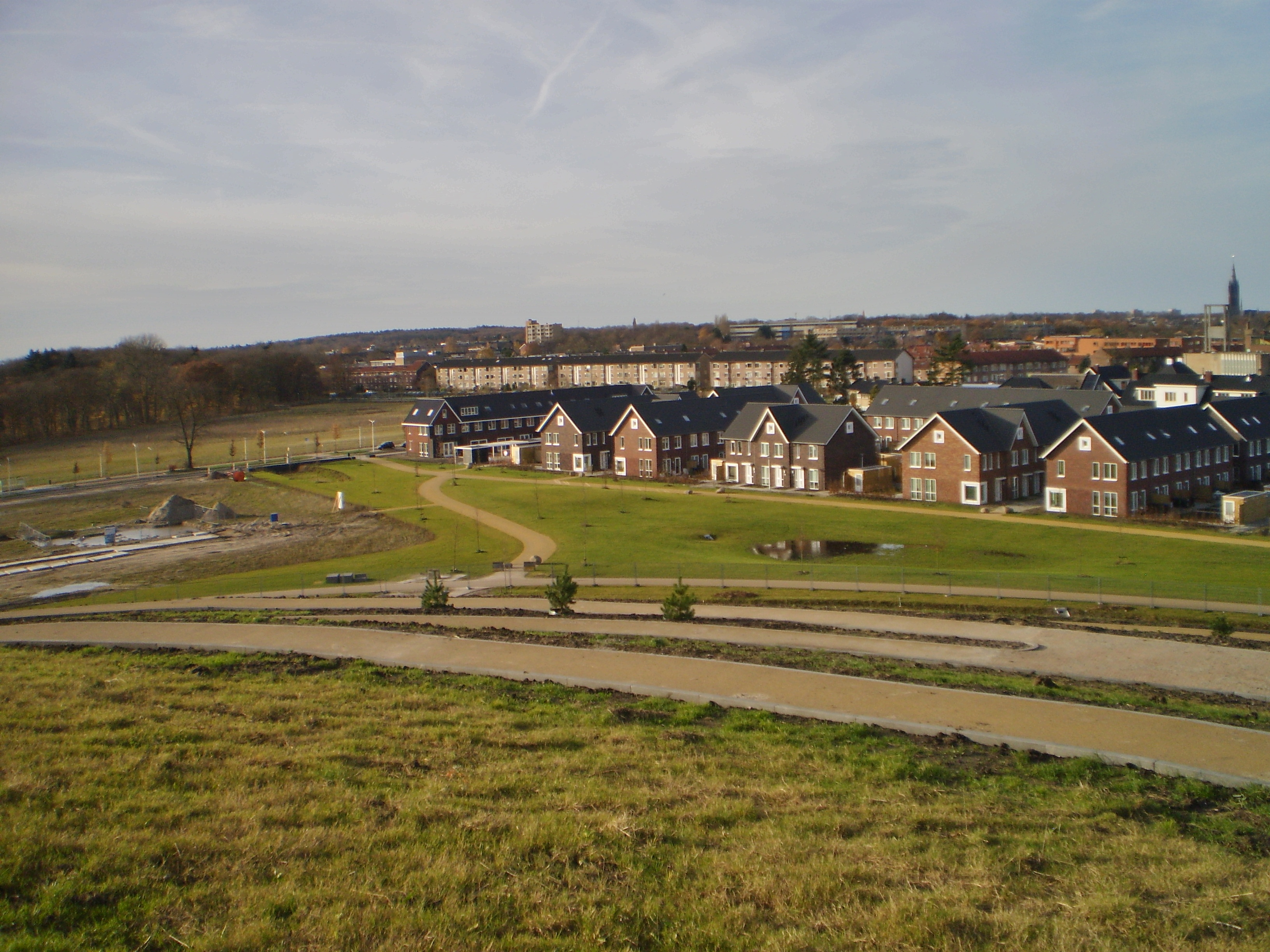
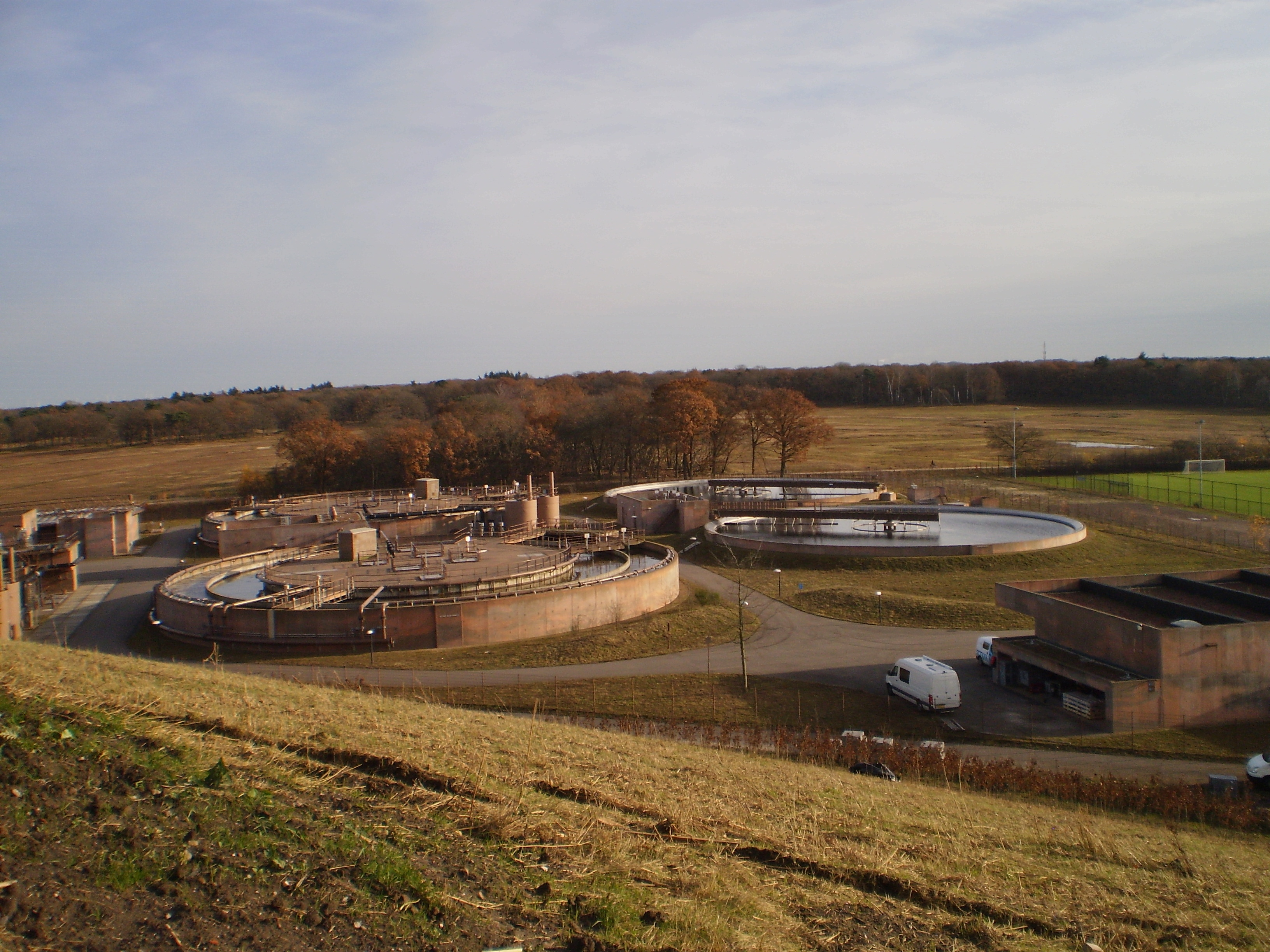